# Lezioni di volo
Lezioni di volo è un film del 2006 diretto da Francesca Archibugi.

## Trama
Roma. Due ragazzi diciottenni, viziati da più che agiate famiglie, decidono di partire per l'India alla scoperta del loro vero io. Il viaggio apre loro le porte su un mondo adulto; Pollo, di origine ebraica, si innamora infatti di Chiara, una ginecologa di World Aid, non solo anagraficamente molto più grande di lui ma anche sposata; Curry, di origine indiana ma adottato da una famiglia romana, ritrova invece le sue radici.

## Cast
Eterogeneo il cast: Giovanna Mezzogiorno è la dottoressa Chiara, Andrea Miglio Risi il giovane "Pollo", Angel Tom Karumathy è "Curry", adottato dai coniugi Angela Finocchiaro e Roberto Citran. Completano il cast del film l'attore scozzese Douglas Henshall nel ruolo di Aarto, il marito di Chiara, Anna Galiena e Flavio Bucci nel ruolo dei genitori di Pollo, Manuela Spartà nel ruolo di Monica, amante del personaggio di Citran, e anche Riccardo Zinna, Maria Paiato e Sabina Vannucchi.

## Riconoscimenti
Questo film è riconosciuto come d'interesse culturale nazionale dalla Direzione generale Cinema e audiovisivo del Ministero per i beni e le attività culturali e per il turismo italiano, in base alla delibera ministeriale del 28 febbraio 2005.
- 2007 - David di Donatello
  - Nomination Migliore attrice protagonista a Giovanna Mezzogiorno
- 2007 - Nastro d'argento
  - Nomination Miglior attrice protagonista a Giovanna Mezzogiorno
  - Nomination Miglior produttore a Marco Chimenz, Giovanni Stabilini e Riccardo Tozzi